# Парламентские выборы в Науру (1966)
Выборы в Законодательный совет территории Науру прошли 25 января 1966 года. Они стали первыми парламентскими выборами территории Науру и единственными выборами в Законодательный совет.

## Предвыборная ситуация
Науру находилась под управлением Австралии со времён Второй мировой войны. В 1962 году Генеральная Ассамблея ООН проголосовала 80–0 за то, чтобы остров получил независимость. После этого Совет по опеке ООН обратился к правительству Австралии с просьбой создать Законодательный совет. Парламент Австралии принял Закон о Науру 1965 года, в соответствии с которым был создан Законодательный совет по территории Науру. В Совете было 15 членов, включая девять избираемых членов, одного члена по должности (администратора) и пять «официальных членов» (назначаемых Генерал-губернатором Австралии по представлению администратора).

## Избирательная система
Избирательная система осталась такой же, как и для предыдущего Совета местного самоуправления: 14 районов Науру были объединены в 8 избирательных округов. Семь округов избирали по одному члену Совета, а один — двух. На выборах 24 кандидата баллотировались на девять мест.

## Результаты и последствия
Хаммер Деробурт и Рой Дегорегоре были избраны в ходе безальтернативных выборов. Все участвовавшие кандидаты уже были в разное время членами Местного правительственного совета.
Новый Законодательный совет был открыт австралийским министром по территориям Чарльзом Барнсом 31 января 1966 года, что ознаменовало 20-ю годовщину возвращения на Науру островитян, выживших после депортации в ходе японской оккупации во время Второй мировой войны. Хаммер Деробурт был переизбран на пост Главного вождя.